# Calle Raadhuis
La Calle Raadhuis (en neerlandés: Raadhuisstraat) es una calle en el centro de Ámsterdam, en los Países Bajos. Se encuentra entre Nieuwezijds Voorburgwal y Prinsengracht. La calle lleva el nombre del antiguo Ayuntamiento, ahora el Palacio Real y que contiene una galería. Es la arteria principal en el Centro Antiguo. 
Raadhuisstraat fue construida en 1895. Las calles fuera de Raadhuisstraat llevan el nombre de las muchas curtiembres que solían estar en la zona. La calle es conocida por sus tiendas, un centro comercial llamado las "Nueve Calles", donde los vendedores venden productos que van desde chocolates artesanales, bienes personales y para la decoración del hogar. Una línea de tranvía se introdujo más tarde.